# Kultusministre fra Danmark
Kultusministre fra Danmark som var minister for Kultusministeriet (officielt Ministeriet for Kirke- og Undervisningsvæsenet).

## 1848 - 1916
- 22. marts – 15. november 1848 Ditlev Gothardt Monrad
- 16. november 1848 – 7. december 1851 Johan Nicolai Madvig
- 7. december 1851 – 3. juni 1852 Peter Georg Bang
- 3. juni 1852 – 21. april 1853 Carl Frederik Simony
- 21. april 1853 – 12. december 1854 Anders Sandøe Ørsted
- 12. december 1854 – 6. maj 1859 Carl Christian Hall
- 6. maj – 2. december 1859 Ditlev Gothardt Monrad
- 2. december 1859 – 24. februar 1860 Vilhelm August Borgen
- 24. februar 1860 – 31. december 1863 Ditlev Gothardt Monrad
- 31. december 1863 – 11. juli 1864 Christian Thorning Engelstoft
- 11. juli 1864 – 30. marts 1865 Eugenius Sophus Ernst Heltzen
- 7. april – 6. november 1865 Cosmus Bræstrup
- 6. november 1865 – 4. september 1867 Theodor Rosenørn-Teilmann
- 4. september 1867 – 6. marts 1868 Peter Christian Kierkegaard
- 6. marts – 15. marts 1868 Christen Andreas Fonnesbech
- 15. marts 1868 – 22. september 1869 Aleth Hansen
- 22. september 1869 – 28. maj 1870 Ernst Emil Rosenørn
- 28. maj 1870 – 14. juli 1874 Carl Christian Hall
- 14. juli 1874 – 11. juni 1875 Jens Jacob Asmussen Worsaae
- 11. juni 1875 – 24. august 1880 Johan Christian Henrik Fischer
- 24. august 1880 – 6. juli 1891 Jacob Frederik Scavenius
- 10. juli 1891 – 7. august 1894 Carl Goos
- 7. august 1894 – 23. maj 1897 Vilhelm Bardenfleth
- 23. maj 1897 – 27. april 1900 Hans Valdemar Sthyr
- 27. april 1900 – 24. juli 1901 Jens Jakobsen Kokholm Bjerre
- 24. juli 1901 – 14. januar 1905 Jens Christian Christensen
- 14. januar 1905 – 28. oktober 1909 Enevold Sørensen
- 28. oktober 1909 – 5. juli 1910 Michael Cosmus Bornemann Nielsen
- 5. juli 1910 – 21. juni 1913 Jacob Appel
- 21. juni 1913 – 28. april 1916 Søren Keiser-Nielsen